# Giuseppe Cucca
Giuseppe Luigi Salvatore Cucca (Bosa, 30 luglio 1957) è un politico italiano, senatore della Repubblica eletto con il Partito Democratico, per poi passare ad Italia Viva nel 2019 e ad Azione nel 2023.

## Biografia
Nato a Bosa (Nuoro), conseguito il diploma di maturità classica e la laureato in giurisprudenza. Avvocato cassazionista, esercita a Nuoro, ove risiede. Ha ricoperto la carica di consigliere dell'Ordine degli Avvocati, nonché quella di membro del Consiglio Nazionale di Federavvocati.

## Attività politica

### Consigliere comunale e regionale
Alle elezioni amministrative del 2000 si candida al consiglio comunale di Nuoro, tra le liste del Partito Popolare Italiano (PPI) a sostegno del candidato sindaco del centro-sinistra Mario Demuru Zidda, venendo eletto consigliere comunale e ricoprendo l'incarico di capogruppo del PPI in consiglio comunale fino al 2005.
Nel 2002 aderisce allo scioglimento del PPI e la sua confluenza ne La Margherita di Francesco Rutelli, lista elettorale che divenne partito, con cui alle elezioni regionali in Sardegna del 2004 si candida tra le sue liste, a sostegno dell'imprenditore e fondatore di Tiscali Renato Soru, venendo eletto in consiglio regionale della Sardegna, dov'è stato membro della Giunta per il Regolamento, della 8ª Commissione (Cultura, Istruzione, Formazione, Sport), della 1ª Commissione (Autonomia, Riforme, enti locali, Statuto) e, dal 2006, presidente della 3ª Commissione (Bilancio e Programmazione).
Nel 2007 aderisce allo scioglimento della Margherita e la sua confluenza nel Partito Democratico (PD), con cui alle elezioni regionali in Sardegna del 2009 si ricandida tra le sue file, a sostegno del presidente uscente Soru, venendo rieletto nella circoscrizione di Nuoro consigliere regionale, andando a ricoprire gli incarichi di vicepresidente del Consiglio regionale, sino all'ottobre 2011, presidente della Giunta delle Elezioni e della Commissione di verifica, oltreché componente della 2ª Commissione (diritti civili e politiche comunitarie) e della 5ª Commissione (Agricoltura, ambiente).

### Senatore della Repubblica
A dicembre 2012 partecipa alle elezioni primarie "Parlamentarie” del PD per scegliere i candidati al Parlamento alla imminenti elezioni politiche, raccogliendo 4.098 preferenze a Nuoro, venendo candidato al Senato della Repubblica, tra le sue liste nella circoscrizione Sardegna in seconda posizione, risultando eletto senatore. Nella XVII legislatura della Repubblica è stato componente della Commissioni parlamentare d'inchiesta sul fenomeno degli infortuni sul lavoro e sul rapimento e morte di Aldo Moro, del Comitato parlamentare per i procedimenti di accusa, della Commissione parlamentare per la semplificazione, del Consiglio di garanzia e delle commissioni Giustizia e Difesa, oltre ad essere membro e capogruppo del PD nella Giunta delle elezioni e delle immunità parlamentari, risultando uno dei senatori più presenti della legislatura, con un tasso di presenza del 99,43%.
Alle elezioni primarie del PD del 2017 sostiene la mozione di Matteo Renzi, segretario uscente ed ex presidente del Consiglio, che risulterà vincente con il 69,17% dei voti. Il 30 aprile dello stesso anno viene eletto segretario regionale del PD in Sardegna, superando Francesco Sanna con il 68% dei voti.
Alle elezioni politiche del 2018 viene ricandidato al Senato, tra le liste del Partito Democratico nel collegio plurinominale Sardegna - 01, venendo rieletto senatore. Nel corso della XVIII legislatura è stato vicepresidente della Giunta delle elezioni e delle immunità parlamentari e della Comitato parlamentare per i procedimenti di accusa, oltreché componente della 2ª Commissione Giustizia, della Giunta provvisoria per la verifica dei poteri e membro supplente della Commissione contenziosa.
A seguito della scissione nel PD da parte del gruppo dei parlamentari renziani, Cucca aderisce nel settembre 2019 a Italia Viva, partito fondato da Matteo Renzi di stampo liberale e centrista, di cui l'11 novembre 2020 diventa vice-capogruppo del gruppo parlamentare "Italia Viva-PSI" a Palazzo Madama.

### Fuori dal Parlamento
Terminata l'esperienza parlamentare, il 20 febbraio 2023 viene nominato, dal presidente della Regione Sardegna di centro-destra Christian Solinas, segretario generale della Regione Sardegna. Il successivo 14 aprile lascia Italia Viva, assieme ad altri quattordici colleghi, e aderisce ad Azione di Carlo Calenda, di cui viene eletto segretario regionale in Sardegna.
Alle elezioni amministrative del 2025 si candida a sindaco di Nuoro, sostenuto da una coalizione di centro-destra formata dalle liste SiAmo Nuoro (con candidati della Lega Salvini Premier), Cucca Sindaco (con candidati di Un’altra Sardegna), Forza Nuoro al Centro (con candidati di Forza Italia e dell'UdC), Cambiamo Nuoro ora! (con candidati di Fratelli d'Italia), Partito Sardo d'Azione e Riformiamo Nuoro, venendo sostenuto esternamente anche da Azione e Italia Viva. Al primo turno raccoglie il 25,7% dei voti, venendo sconfitto dal candidato del centro-sinistra, il pentastellato Emiliano Fenu (63,05%).

## Vicende giudiziarie

### Peculato: prima inchiesta
Nell'ottobre 2013 Cucca viene indagato dalla Procura di Cagliari per peculato. Gli vengono contestate presunte spese illecite per circa 19.608 euro durante la XIII legislatura regionale in Sardegna (2004-2009).
Il 10 dicembre 2016 il GIP archivia il caso e proscioglie Cucca dall'accusa.

### Peculato: seconda inchiesta
A giugno 2014 Cucca è nuovamente indagato per peculato per un'ulteriore presunta spesa illecita di circa 2.000 euro. Ma il 25 novembre 2015 il GIP archivia il caso.